# Palmiforme

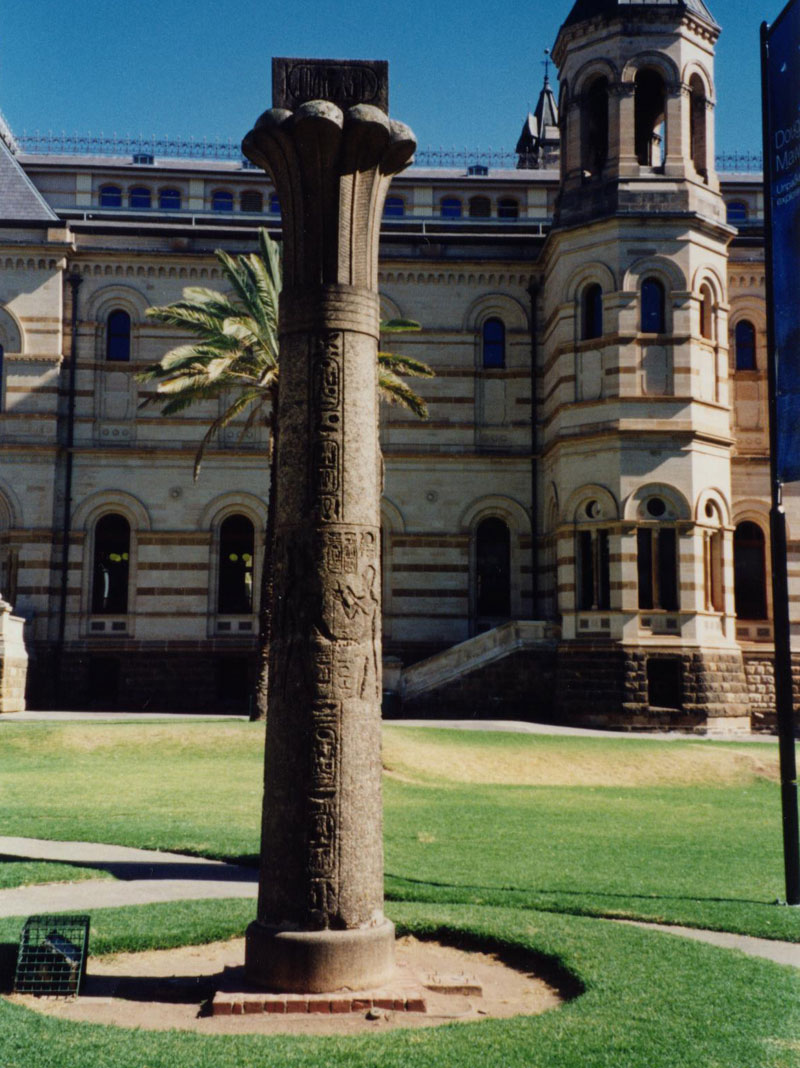
Heracleópolis Magna, donde se aprecia el capitel palmiforme.

La palabra palmiforme sirve para designar en arquitectura cualquier elemento con forma de palmera, especialmente los referidos al capitel egipcio aunque también puede ser usado para algunos elementos de la arquitectura clásica como las acróteras y antefijas.